# FIBA Europe Cup 2024/25
Die Saison 2024/25 war die 10. Spielzeit des von der FIBA Europa ausgetragenen FIBA Europe Cup, dem Nachfolger der EuroChallenge.

## Modus
Insgesamt 44 Mannschaften aus 25 der 50 FIBA-Europe-Mitgliedsverbände nahmen an der FIBA-Europe-Cup-Saison 2024–25 teil. Davon hatten sich 15 Mannschaften aus den Qualifikationsrunden der Basketball Champions League für die Teilnahme am FIBA-Europe-Cup entschieden, da sie die reguläre Saison der Basketball Champions League nicht erreichten, von denen maximal 18 an der regulären Saison teilnehmen konnten.

## Erste Gruppenphase
An der regulären Saison nahmen 40 Mannschaften teil, die in 10 Vierergruppen eingeteilt waren. 15 Mannschaften erhielten direkte Plätze, 10 Mannschaften stiegen aus der Qualifikationsrunde auf und 15 Mannschaften kamen aus den Qualifikationsrunden der Basketball Champions League. Sie begann am 8. Oktober 2024 und endete am 13. November 2024. In jeder Gruppe spielten die Mannschaften in einem Hin- und Rückspiel gegeneinander. Am Ende der regulären Saison zogen das beste Team jeder Gruppe sowie die sechs besten Zweitplatzierten in die zweite Runde ein, während die übrigen Teams nach der regulären Saison ausschieden.
Zum zweiten Mal in Folge nahm keine Mannschaft aus Israel an dem Wettbewerb teil.

### Gruppe A
| # | Team                  | Spiele | Siege | Niederlage | P+  | P-  | Punkte | Qualifikation                     |
| - | --------------------- | ------ | ----- | ---------- | --- | --- | ------ | --------------------------------- |
| 1 | Tofaş Bursa 1         | 6      | 6     | 0          | 586 | 489 | 12     | Qualifiziert für die zweite Runde |
| 2 | Löwen Braunschweig    | 6      | 3     | 3          | 515 | 487 | 9      |                                   |
| 3 | Petrolina AEK Larnaca | 6      | 2     | 4          | 426 | 514 | 8      |                                   |
| 4 | Keravnos              | 6      | 1     | 5          | 507 | 544 | 7      |                                   |

### Gruppe B
| # | Team                  | Spiele | Siege | Niederlagen | P+  | P-  | Punkte | Qualifikation                     |
| - | --------------------- | ------ | ----- | ----------- | --- | --- | ------ | --------------------------------- |
| 1 | Casademont Zaragoza 1 | 6      | 5     | 1           | 542 | 491 | 11     | Qualifiziert für die zweite Runde |
| 2 | Patrioti Levice       | 6      | 4     | 2           | 514 | 487 | 10     |                                   |
| 3 | Bursaspor Yörsan      | 6      | 3     | 3           | 513 | 504 | 9      |                                   |
| 4 | Anorthosis Famagusta  | 6      | 0     | 6           | 438 | 438 | 6      |                                   |

### Gruppe C
| # | Team                    | Spiele | Siege | Niederlagen | P+  | P-  | Punkte | Qualifikation                     |
| - | ----------------------- | ------ | ----- | ----------- | --- | --- | ------ | --------------------------------- |
| 1 | Cholet Basket 1         | 6      | 6     | 0           | 569 | 445 | 12     | Qualifiziert für die zweite Runde |
| 2 | Fribourg Olympic 1      | 6      | 4     | 2           | 554 | 479 | 10     | Qualifiziert für die zweite Runde |
| 3 | Windrose Giants Antwerp | 6      | 2     | 4           | 481 | 526 | 8      |                                   |
| 4 | CSM Constanța           | 6      | 0     | 6           | 435 | 589 | 6      |                                   |

### Gruppe D
| # | Team                        | Spiele | Siege | Niederlagen | P+  | P-  | Punkte | Qualifikation                     |
| - | --------------------------- | ------ | ----- | ----------- | --- | --- | ------ | --------------------------------- |
| 1 | Banco di Sardegna Sassari 1 | 6      | 6     | 0           | 517 | 406 | 12     | Qualifiziert für die zweite Runde |
| 2 | Anwil Włocławek 1           | 6      | 4     | 2           | 553 | 435 | 10     | Qualifiziert für die zweite Runde |
| 3 | Sporting CP                 | 6      | 1     | 2           | 424 | 495 | 7      |                                   |
| 4 | Dnipro                      | 6      | 1     | 5           | 386 | 544 | 7      |                                   |

### Gruppe E
| # | Team                 | Spiele | Siege | Niederlagen | P+  | P-  | Punkte | Qualifikation                     |
| - | -------------------- | ------ | ----- | ----------- | --- | --- | ------ | --------------------------------- |
| 1 | CSM CSU Oradea 1     | 6      | 5     | 1           | 479 | 433 | 11     | Qualifiziert für die zweite Runde |
| 2 | Argeș Pitești        | 6      | 3     | 3           | 430 | 422 | 9      |                                   |
| 3 | PGE Spójnia Stargard | 6      | 3     | 3           | 440 | 424 | 9      |                                   |
| 4 | Pärnu Sadam          | 6      | 1     | 5           | 408 | 478 | 7      |                                   |

### Gruppe F
| # | Team             | Spiele | Siege | Niederlagen | P+  | P-  | Punkte | Qualifikation                     |
| - | ---------------- | ------ | ----- | ----------- | --- | --- | ------ | --------------------------------- |
| 1 | BC Kalev/Cramo 1 | 6      | 5     | 1           | 503 | 436 | 11     | Qualifiziert für die zweite Runde |
| 2 | ESSM Le Portel 1 | 6      | 4     | 2           | 479 | 416 | 10     | Qualifiziert für die zweite Runde |
| 3 | Alba Fehérvár    | 6      | 3     | 3           | 528 | 564 | 9      |                                   |
| 4 | Rilski Sportist  | 6      | 0     | 6           | 428 | 522 | 6      |                                   |

### Gruppe G
| # | Team                | Spiele | Siege | Niederlagen | P+  | P-  | Punkte | Qualifikation                     |
| - | ------------------- | ------ | ----- | ----------- | --- | --- | ------ | --------------------------------- |
| 1 | Spirou Basket 1     | 6      | 5     | 1           | 499 | 476 | 11     | Qualifiziert für die zweite Runde |
| 2 | Maroussi B.C. 1     | 6      | 4     | 2           | 490 | 444 | 10     | Qualifiziert für die zweite Runde |
| 3 | Norrköping Dolphins | 6      | 2     | 4           | 474 | 513 | 8      |                                   |
| 4 | Sabah BC            | 6      | 1     | 5           | 443 | 473 | 7      |                                   |

### Gruppe H
| # | Team                     | Spiele | Siege | Niederlagen | P+  | P-  | Punkte | Qualifikation                     |
| - | ------------------------ | ------ | ----- | ----------- | --- | --- | ------ | --------------------------------- |
| 1 | MHP Riesen Ludwigsburg 1 | 6      | 5     | 1           | 487 | 404 | 11     | Qualifiziert für die zweite Runde |
| 2 | JDA Dijon 1              | 6      | 4     | 2           | 557 | 446 | 10     | Qualifiziert für die zweite Runde |
| 3 | Caledonia Gladiators     | 6      | 3     | 3           | 351 | 425 | 9      |                                   |
| 4 | Trepça                   | 6      | 0     | 6           | 344 | 464 | 5      |                                   |

### Gruppe I
| # | Team                      | Spiele | Siege | Niederlagen | P+  | P-  | Punkte | Qualifikation                     |
| - | ------------------------- | ------ | ----- | ----------- | --- | --- | ------ | --------------------------------- |
| 1 | FC Porto 1                | 6      | 5     | 1           | 497 | 429 | 11     | Qualifiziert für die zweite Runde |
| 2 | PAOK mateco 1             | 6      | 5     | 1           | 495 | 450 | 11     | Qualifiziert für die zweite Runde |
| 3 | Hubo Limburg United       | 6      | 2     | 4           | 460 | 500 | 8      |                                   |
| 4 | NHSZ Szolnoki Olajbányász | 6      | 0     | 6           | 443 | 516 | 6      |                                   |

### Gruppe J
| # | Team                  | Spiele | Siege | Niederlagen | P+  | P-  | Punkte | Qualifikation                     |
| - | --------------------- | ------ | ----- | ----------- | --- | --- | ------ | --------------------------------- |
| 1 | Surne Bilbao Basket 1 | 6      | 6     | 0           | 538 | 364 | 12     | Qualifiziert für die zweite Runde |
| 2 | BC Prievidza          | 6      | 4     | 2           | 484 | 473 | 10     |                                   |
| 3 | BC Kutaisi 2010       | 6      | 2     | 4           | 472 | 534 | 8      |                                   |
| 4 | BC Balkan             | 6      | 0     | 6           | 416 | 539 | 6      |                                   |

### Rangliste der zweitplatzierten Mannschaften
| #  | Gruppe | Team               | Spiele | Siege | Niederlagen | P+ | P- | Qualifikation                     |
| -- | ------ | ------------------ | ------ | ----- | ----------- | -- | -- | --------------------------------- |
| 1  | I      | PAOK mateco        | 6      |       |             |    |    | Qualifiziert für die zweite Runde |
| 2  | D      | Anwil Włocławek    | 6      |       |             |    |    | Qualifiziert für die zweite Runde |
| 3  | H      | JDA Dijon          | 6      |       |             |    |    | Qualifiziert für die zweite Runde |
| 4  | C      | Fribourg Olympic   | 6      |       |             |    |    | Qualifiziert für die zweite Runde |
| 5  | F      | ESSM Le Portel     | 6      |       |             |    |    | Qualifiziert für die zweite Runde |
| 6  | G      | Maroussi B.C.      | 6      |       |             |    |    | Qualifiziert für die zweite Runde |
| 7  | B      | Patrioti Levice    | 6      |       |             |    |    |                                   |
| 8  | J      | Prievidza          | 6      |       |             |    |    |                                   |
| 9  | A      | Löwen Braunschweig | 6      |       |             |    |    |                                   |
| 10 | E      | Argeș Pitești      | 6      |       |             |    |    |                                   |

## Zweite Runde
Sie begann am 3. Dezember 2024 und endete am 5. Februar 2025. In jeder Gruppe traten die Mannschaften in einem Hin- und Rückspiel gegeneinander an. Am Ende der zweiten Runde zogen die beiden besten Mannschaften jeder Gruppe der regulären Saison ins Viertelfinale ein, während die übrigen Mannschaften nach der regulären Saison ausschieden.

### Gruppe K
| # | Team                | Spiele | Siege | Niederlagen | P+  | P-  |
| - | ------------------- | ------ | ----- | ----------- | --- | --- |
| 1 | Tofaş Bursa         | 6      | 4     | 2           | 513 | 510 |
| 2 | Casademont Zaragoza | 6      | 3     | 3           |     |     |
| 3 | FC Porto            | 6      | 3     | 3           |     |     |
| 4 | Maroussi B.C.       | 6      | 2     | 4           |     |     |